# Protosteira turlini
Protosteira turlini är en fjärilsart som beskrevs av Claude Herbulot 1988. Protosteira turlini ingår i släktet Protosteira och familjen mätare. Inga underarter finns listade i Catalogue of Life.